# Хорхе Сармијенто
Хорхе Сармијенто Кучои (2. новембар 1900 — 20. фебруар 1957) био је перуански фудбалски нападач који је играо за Перу на ФИФА-ином светском првенству 1930. Играо је и за Алианц из Лиме.